# Parrocchia di Saint Andrew (Saint Vincent e Grenadine)
La parrocchia di Saint Andrew  (in lingua inglese Saint Andrew Parish) è una delle sei parrocchie di Saint Vincent e Grenadine, è situata nella parte sud-occidentale dell'isola di Saint Vincent  con 6.700 abitanti (dato 2000).
La città principale è Layou